# Time (Unix)
A time egy parancs a Unix operációs rendszerben. A parancsot arra használják, hogy megkapják az időtartamot, mely alatt a rendszer végrehajtotta a megadott parancsot, parancssort.

## Használata
A time parancs után meg kell adjuk annak a parancsnak a nevét, melynek meg akarjuk kapni a végrehajtási időtartamát.
```
time
 
ls

```

Amikor a megadott parancs befejeződik, a  time parancs visszaadja azt az időt, mely szükséges volt az ls parancs végrehajtásához, CPU time, a rendszer CPU ideje, és a valós idő. A kimeneti forma változik parancs különböző verzióitól függően.
Például:
```
$ time host wikipedia.org
wikipedia.org has address 207.142.131.235
0.000u 0.000s 0:00.17 0.0%      0+0k 0+0io 0pf+0w
$
```